# IC 4977
IC 4977 је ознака објекта на координатама са ректансцензијом 20h 11m 53,8s и деклинацијом - 21° 38" 15'. Открио га је Гијом Бигурдан, 21. јуна 1898. Каснијим посматрањима на том положају није уочен никакав астрономски објекат.